# Joseph Bernard (homme politique, 1792-1864)
Pour les articles homonymes, voir Bernard et Joseph Bernard.
Joseph Bernard (Brest, 15 août 1792 - Cauterets, 10 août 1864), est un avocat, haut-fonctionnaire et homme politique français.

## Biographie
Avocat à Rennes, il est préfet des Basses-Alpes et préfet du Var. Révoqué en 1831 par Casimir Perier pour s'être opposé à des instructions, il choisit alors de s’engager en politique. En juillet 1831, il est élu député du Var, dans la circonscription de Toulon-Ville, mais décide de ne pas se représenter en 1834. Il occupe ensuite successivement le poste conservateur de la bibliothèque Sainte-Geneviève et de la Bibliothèque impériale.
Joseph Bernard fait paraître en 1828 un court ouvrage d'inspiration libérale, Le Bon sens d'un homme de rien, ou la vraie politique à l'usage des simples. Ayant adressé un exemplaire à son ami, le chansonnier Béranger, il est félicité par ce dernier, qui le remercie en lui dédiant sa chanson Les Contrebandiers. En 1858, Joseph Bernard rend à son tour hommage à son ami en lui consacrant une biographie, Béranger et ses chansons.  
Il est le frère de Louis Bernard, dit Bernard de Rennes, député des Côtes-du-Nord et du Morbihan sous la monarchie de Juillet.